# Metal Men
Metal Men (auch Metallmenschen, Metall-Menschen (BSV) oder Metallos (Ehapa)) ist der Titel einer Comicserie die von dem US-amerikanischen Verlag DC-Comics veröffentlicht wurden und auch der Name der Protagonisten in den Comics.
Die Comics stellen eine Mischung aus Science-Fiction- und Superheldencomics dar. Hinzu kommen oft auch humoristische Elemente.

## Veröffentlichungsgeschichte
Die Metal Men wurden 1962 von Autor Robert Kanigher und den Zeichnern Ross Andru sowie Mike Esposito entworfen, deren Design bis auf leichte Variationen beibehalten wurde. Ab der Ausgabe #41 übernahmen zunächst Walt Simonson und später Joe Staton als Zeichner und Steve Gerber als Autor die Serie.
Die ersten Geschichten zu den Metal Men erschienen ab April 1962 in den Ausgaben #37 bis #40 der Anthologieserie Showcase. Obwohl die Metal Men ursprünglich nur als „Füllmaterial“ in Showcase enthalten waren, da Geschichten zu anderen Figuren nicht rechtzeitig fertig wurden, erwiesen sich die Storys als unerwartet populär, so dass bereits ab Mai 1963 eine eigene Serie um die Metal Men gestartet wurde. Diese Serie wurde, mit einer mehrjährigen Unterbrechung von 1970 bis 1973, bis 1978 zweimonatlich veröffentlicht. Zwischen 1963 und 1969 wurden 41 Hefte veröffentlicht, die neben Geschichten mit Abenteuern der Metal Men auch die Sonderseiten „Metal Facts & Fancies“ enthielten, in denen den Lesern Wissenswertes zum Thema Metall erklärt wurde. Nach der dreijährigen Pause wurde die Serie im Februar 1973 mit der Heftnummer #42 fortgeführt. In den Ausgaben #42 bis #44 wurden zunächst alte Storys wiederveröffentlicht. Ab Ausgabe #45 folgten neue Geschichten. Im Februar 1978 wurde die erste Metal Men Serie schließlich eingestellt.
Zu den späteren Metal Men Veröffentlichungen zählen unter anderem eine 1993 erschienene Miniserie, die von Dan Jurgens verfasst und gezeichnet und von Brett Breeding getuscht wurde, sowie eine von Oktober 2007 ab erscheinende achtteilige Miniserie, die von Duncan Rouleau geschrieben und gezeichnet wurde.

### Veröffentlichung in Deutschland
In Deutschland wurden von 1968 bis 1969 Geschichten der ersten Metal Men Serie vom Bildschriftenverlag in einer deutschen Übersetzung in der Reihe „Super Comics“ im Wechsel mit Metamorpho veröffentlicht. Insgesamt kam die Serie auf 30 Ausgaben, wovon 16 Ausgaben auf die Metallmenschen und 14 Ausgaben auf Metamorpho entfielen. Die Reihenfolge der Originalveröffentlichungen wurde dabei nicht eingehalten, sodass in den deutschen Veröffentlichungen oft Bezug auf Storys genommen wurde, die erst später oder auch gar nicht veröffentlicht wurden.

## Die Handlung der Metal Men Comics
Metal Men handelt von den Erlebnissen von Dr. Will Magnus und einer Gruppe von sechs von ihm geschaffenen „lebendigen“ Robotern.
Die Roboter sind eponymisch nach den Materialien, aus denen sie bestehen, benannt: Platin, Gold, Eisen, Quecksilber, Blei und Zinn und besitzen charakterliche Merkmale, die den Eigenschaften ihrer Fertigungsmetalle gleichen.

## Die Hauptfiguren
Die Metal Men Serien kennen üblicherweise sieben Hauptfiguren: Dr. William „Will“ Magnus und seine sechs Roboter.
Die Metal Men bestehen aus Gold, der bei Einsätzen der Gruppe als Anführer agiert, Eisen (engl. Iron) einem freundlichen Kraftprotz, dem schwerfälligen Blei (engl. Lead), dem schüchternen und unsicheren Zinn (engl. Tin), dem hitzköpfigen und mürrischen Quecksilber (engl. Mercury) und der anmutigen Platin (engl. Platinum, auch Platina oder Tina). Die Beziehung zwischen Professor Magnus und Platin gleicht dabei in auffälligem Maße der Beziehung zwischen Pygmalion und Galathea in der griechischen Mythologie, d. h. Platin ist das künstlich erschaffene Idealbild ihres Schöpfers von Weiblichkeit.
In den 1990er Jahren wurde die Hintergrundgeschichte der Metal Men vorübergehend generalüberholt. In der Handlung der von Dan Jurgens verfassten Miniserie von 1993 wurde dargestellt, dass die Metal Men nicht Roboter im eigentlichen Sinne seien – also Maschinen ohne ein Vorleben vor ihrer Fabrikation –, sondern dass sie früher Menschen waren, die erst durch einen Laborunfall in Roboter verwandelt worden seien. Die früheren menschlichen Identitäten der sechs Metal Men wurden wie folgt angegeben: Platin sei früher Dr. Magnus Verlobte Nina gewesen, hinter Gold stecke Magnus Bruder, Quecksilber und Eisen waren vormals zwei Laboranten, Zinn ein Hausmeister in Magnus Labor und Blei ein Pizzabote der zufällig in den Laborunfall hineingeraten sei. Außerdem wurde Magnus in der Geschichte, in der diese „Enthüllung“ stattfand in einen Roboter aus einem außerirdischen grünen Metall namens Veridium verwandelt.
Diese Veränderung der Charaktere stieß bei den Lesern jedoch auf wenig Gegenliebe und wurden schließlich 2004 im Zuge der Miniserie Infinite Crisis wieder zurückgenommen. Als fiktionsinterne Erklärung für die Geschehnisse der Jahre 1993 bis 2004 gab man an, alle Erlebnisse der Metal Men in dieser Zeit seien Illusionen gewesen, die ein komatöser Dr. Magnus erlebt habe.

## Verfilmung
Im Juni 2012 wurde bekannt, dass der Regisseur Barry Sonnenfeld eine Verfilmung der Metal Men plant.